# 秋田民謡
秋田民謡（あきたみんよう）では秋田県の民謡について記述する。
秋田県は全国でも有数の民謡が盛んな地域である。多くの愛好者がいて、プロ歌手や愛好団体も多い。各地の祭りでも民謡が聞かれないところはない程で、民謡専門番組も放送されている。
秋田民謡の特徴は、例外もあるが、哀愁のこもった歌よりは、全体的に酒席などで歌う明るく楽げな曲調の歌が多いということである。これは秋田の県民性を表しているとも言われる。
近世以来の古典民謡の中には、江戸時代の日本海の北前船の船乗りにより、山陰地方や北陸地方発祥の曲が伝わったもの（秋田船方節など）もみられる。

## 新しい動き
現代に入って新たに作成、アレンジされた楽曲も多い。
- 1970年代には、秋田県出身のフォークシンガー・山平和彦によりフォークソングとの融合が試みられた。
- 友川かずきも「乱調ドンパン節」を発表した。
- 姫神は、アルバム『マヨヒガ』の中で、秋田大黒舞をサンプリングし、現代的なリズムとの融合を行なっている。

## 主な曲
（）内は発祥地。または全国大会の開催地。
- 秋田飴売り節（大仙市北楢岡）
  - 別名：新町飴売り節。飴を売り歩く商人が客寄せの際に歌っていた歌
- 秋田追分（五城目町）
  - 秋田名所を歌う。
- 秋田おばこ（発祥地：仙北市田沢湖、全国大会：大仙市）
  - おばこ（秋田弁で娘）に話しかける形式の歌。秋田民謡の代表曲。
- 秋田小原節（大仙市太田町）
  - 母親鹿の子鹿への情愛を歌う。
- 秋田音頭
  - 秋田自慢を楽しく滑稽に歌う。秋田民謡の代表曲。
- 秋田草刈唄（全国大会：にかほ市仁賀保）
  - 草刈りの際に歌われた作業唄。
- 秋田甚句　(仙北市田沢湖)
- 秋田大黒舞
  - 祝い唄。
- 秋田長持唄（秋田市雄和）
  - 婚礼の祝い唄。結婚式の定番曲となっている。
- 秋田荷方節
- 秋田節
- 秋田船方節（全国大会：男鹿市）
  - 船乗りの心意気を歌う。
- 秋田馬子唄（由利本荘市大内）
  - 馬喰が歌った作業唄。
- 秋田港の唄（秋田市土崎）
  - 作家金子洋文の作詞・作曲。漁師の心意気を歌う。
- おこさ節
  - 作詞作曲　成田雲竹[1]
- 生保内節（発祥地：仙北市田沢湖、全国大会:仙北市田沢湖) 
  - 生保内に吹く東風（だし）を歌う。
- 酒屋唄
  - 酒造りの際に歌われた作業唄。
- 仙北荷方節
- タント節
- 長者の山（発祥地：仙北市田沢湖、全国大会：美郷町千畑）
  - 山の恵みに対する喜びを歌う。
- ドンパン節（発祥地：大仙市中仙）
  - 秋田自慢を歌う。秋田民謡の代表曲。
- 秀子節
- 本荘追分（発祥地：由利本荘市）
- お山こ三里

### 秋田市河辺地区の隠れた民謡
- 河辺音頭（秋田市河辺）
旧河辺町の盆踊り唄。旧町内の小中学校の運動会でマスゲームとして踊られる。
- 岩見甚句（秋田市河辺岩見地区（旧河辺町岩見地区））
- 三内音頭（秋田市河辺三内地区（旧河辺町三内地区））
- 河辺長持唄（秋田市河辺地区）
秋田長持唄の河辺ヴァージョン。